# Information Services Procurement Library
Information Services Procurement Library (ISPL) är en samling av best practice-erfarenheter inom IT-upphandling.

## Bakgrund
ISPL utvecklades och publicerades 1999 av ett konsortium bestående av fem europeiska företag: EXIN och ID Research (ORDINA) från Nederländerna, FAST från Tyskland, SEMA från Frankrike och TIEKE från Finland. Utvecklingen av ISPL grundar sig på över tvåhundra verkliga upphandlingar.